# Горни Криводол
Вижте пояснителната страница за други значения на Криводол.
Горни Криводол (на сръбски: Горњи Криводол или Gornji Krivodol) е село в Западните покрайнини, община Цариброд, Пиротски окръг, Сърбия. През 2002 г. населението му е 17 души, докато през 1991 г. е било 39 души. В селото живеят предимно българи.

## Истгория
Според предания през 1922 година местният жител Гьока сънува, че в местността Църквище е имало църква и започва да копае. На мястото, където намира кандила и други църковни предмети, е построена малка църква, рухнала след Втората световна война.